# Промышленные выставки Цинциннати
Промышленные выставки Цинциннати (англ. Cincinnati Industrial Expositions) — выставки техники и искусства, проводившиеся в Цинциннати с 1870 по 1888 год. В экспозиции участвовали компании и частные лица.

## История
Организатором выставок был американский предприниматель Альфред Гошорн.
Первоначально в экспозицию входили экспонаты от компаний на Среднем Западе, затем — остальной части Соединенных Штатов. Кроме промышленных товаров на ней свои произведения представители искусства демонстрировали. Первоначально выставки проводились в здании городского мюзик-холла.
Промышленные выставки Цинциннати внесли весомы вклад в культуру и технологии США того времени.
- Плакаты некоторых выставок
- 1873 год
- 1875 год
- 1880 год
- 1883 год
- 1888